# Marina diffusa
Marina diffusa là một loài thực vật có hoa trong họ Đậu. Loài này được (Moric.) Barneby miêu tả khoa học đầu tiên.